# Wolfgang Mocek
Wolfgang Mocek (* 26. September 1947) ist ein ehemaliger deutscher Fußballspieler.

## Werdegang
Der Mittelfeldspieler Wolfgang Mocek begann seine Karriere beim BV Selm und spielte ab 1969 für den SVA Gütersloh, mit dem er im Jahre 1971 Westfalenmeister wurde und danach in die seinerzeit zweitklassige Regionalliga West aufstieg. Drei Jahre später verpasste er mit seiner Mannschaft die Qualifikation für die neu geschaffene 2. Bundesliga. Er absolvierte für die Gütersloher 81 Regionalligaspiele und erzielte dabei zwei Tore. 